# Alliance pour la démocratie (Malawi)
Pour les articles homonymes, voir Alliance pour la démocratie.
L'Alliance pour la démocratie (anglais : « Alliance for Democracy », AFORD) est un parti politique malawite  qui marqua l'histoire comme ayant jeté les bases du multipartisme au Malawi. Il existe d'abord sous la forme d'un mouvement clandestin durant la présidence d'Hastings Banda, puis devient un parti politique au moment de l'instauration du multipartisme. Son fondateur et dirigeant historique est Chakufwa Chihana, qui est, à l'origine, un militant syndical. L'AFORD est particulièrement bien implantée dans la région nord du pays. Son président, en 2017, est Enoch Chihana,.

## Histoire
L'AFORD existe d'abord sous la forme d'un mouvement clandestin durant la présidence d'Hastings Banda, dirigé par le syndicaliste Chakufwa Chihana. Il milite pour le multipartisme, le pays étant sous le régime du parti unique depuis son indépendance en 1964 jusqu'en 1993. Il est la première personnalité à militer ouvertement en ce sens et il est, de ce fait, souvent appelé le « père de la démocratie au Malawi ». Exilé, il est emprisonné en 1992 à son retour au Malawi puis libéré sous la pression nationale et internationale, notamment d'Amnesty International et de la Robert F. Kennedy Association. Peu après, les Églises publient une lettre pastorale réclamant la démocratie et le multipartisme. Hastings Banda accepte d'organiser un référendum et les Malawites adoptent le multipartisme qui devient légal en 1993. À cette date, Chakufwa Chihana officialise l'AFORD en tant que parti politique. L'AFORD participe aux premières élections démocratiques en 1994 et arrive troisième. Son fondateur est nommé vice-président du gouvernement.

### Politique interne
En tant que parti, l'AFORD décline du fait de sa politique interne, jusqu'à n'avoir une réelle influence que dans la région Nord.

## Représentation
Aux élections générales de 2004, l'AFORD obtient 6 sièges (sur 194) à l'assemblée.